# Leonel Vielma
Leonel Gerardo Vielma Peña (ur. 30 sierpnia 1978 w Méridzie) – wenezuelski piłkarz występujący najczęściej na pozycji środkowego obrońcy. Od 2010 roku zawodnik Trujillanos FC, grającego w Primera División de Venezuela.

## Kariera klubowa
Vielma jest wychowankiem zespołu Estudiantes de Mérida. Swój pierwszy występ w turnieju międzynarodowym zanotował 30 marca 1999, kiedy to Estudiantes polegli aż 1:5 z urugwajskim Bella Vista w rozgrywkach Copa Libertadores. W konsekwencji dwóch żółtych kartek musiał opuścić boisko w 86 minucie. Zaliczył też występy w Copa Merconorte 2000, gdzie wbił gola Chivas (ostateczny wynik meczu – 2:3). Ogółem na tym turnieju wystąpił we wszystkich sześciu meczach Estudiantes. W 2002 roku dołączył do drużyny UA Maracaibo. 2 marca 2003 zdobył pierwszą bramkę w nowym klubie – przeciwko Deportivo Italia. W tych samych rozgrywkach strzelił jeszcze jednego gola z rzutu karnego. Z Deportivo Táchira Vielma brał udział w Copa Libertadores 2004, gdzie strzelił gola w spotkaniu z River Plate. Wywalczył też tytuł wicemistrza Wenezueli. W roku 2004 Vielma na krótko wyjechał do Kolumbii, gdzie został piłkarzem Deportivo Cali. W Copa Mustang zadebiutował 5 sierpnia 2004 w przegranym 0:3 spotkaniu z Américą. Niedługo potem powrócił do ojczyzny, gdzie podpisał kontrakt z Caracas FC. Tutaj po raz drugi zdobył tytuł wicemistrzowski. W 2005 roku ponownie wyemigrował do Kolumbii, tym razem do Once Caldas. Tutaj występował m.in. w Recopa Sudamericana 2005. Następnie grał w Deportivo Italia, Caracas FC i Independiente Santa Fe. Przed Torneo Clausura 2010 podpisał kontrakt z Trujillanos FC.

## Kariera reprezentacyjna
16 marca 2000 Vielma zadebiutował w seniorskiej reprezentacji Wenezueli. Pierwszą bramkę w kadrze narodowej strzelił za to 20 sierpnia 2003 z rzutu karnego przeciwko Haiti. Brał udział w eliminacjach do MŚ 2006 i eliminacjach do MŚ 2010 oraz w Copa América 2001, 2004 i 2007.

### Statystyki reprezentacyjne
| Reprezentacja | Rok  | Mecze | Gole |
| ------------- | ---- | ----- | ---- |
| Wenezuela     | 2010 | 0     | 0    |
| Wenezuela     | 2009 | 0     | 0    |
| Wenezuela     | 2008 | 9     | 1    |
| Wenezuela     | 2007 | 11    | 1    |
| Wenezuela     | 2006 | 7     | 0    |
| Wenezuela     | 2005 | 7     | 0    |
| Wenezuela     | 2004 | 7     | 1    |
| Wenezuela     | 2003 | 6     | 1    |
| Wenezuela     | 2002 | 5     | 0    |
| Wenezuela     | 2001 | 2     | 0    |
| Wenezuela     | 2000 | 1     | 0    |

Ostatnia aktualizacja: 7 czerwca 2010.